# Comunas de Bello
La Cabecera municipal de Bello se divide en 11 comunas. Estas se dividen a su vez en barrios, sumando un total de 100.

## Comuna 1 - París

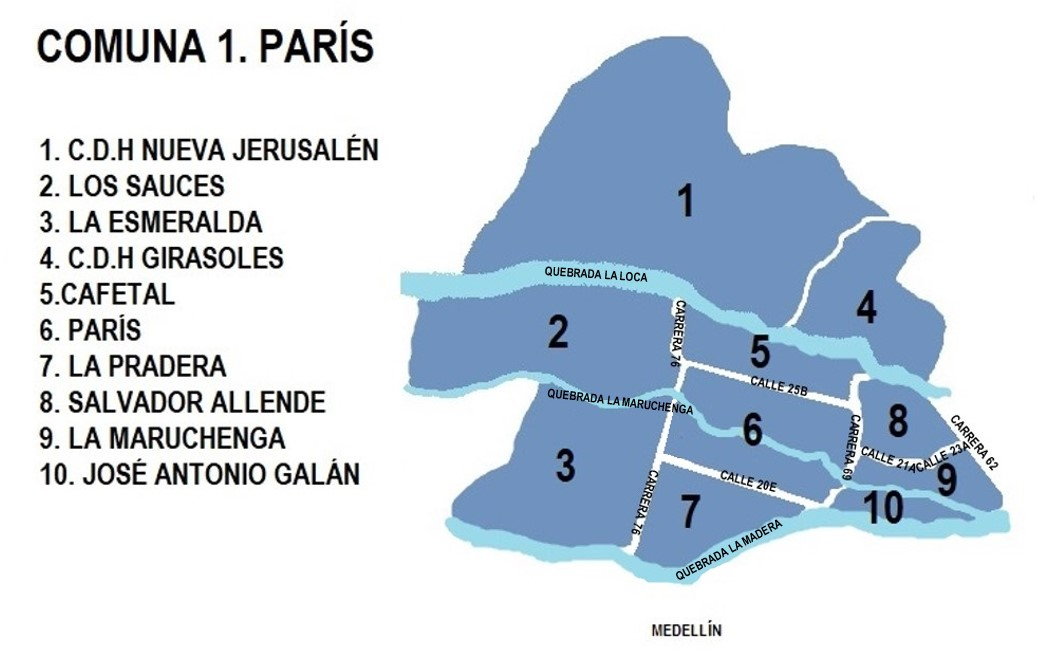
Delimitación de los barrios de la comuna 1 de Bello

- Asentamiento Girasoles
- Asentamiento Nueva Jerusalén
- Los Sauces
- El Cafetal
- La Pradera
- La Esmeralda
- París
- La Maruchenga
- José Antonio Galán
- Salvador Allende

## Comuna 2 - La Madera
- Barrio Nuevo
- La Cabañita
- La Cabaña
- La Madera
- La Florida
- Gran Avenida

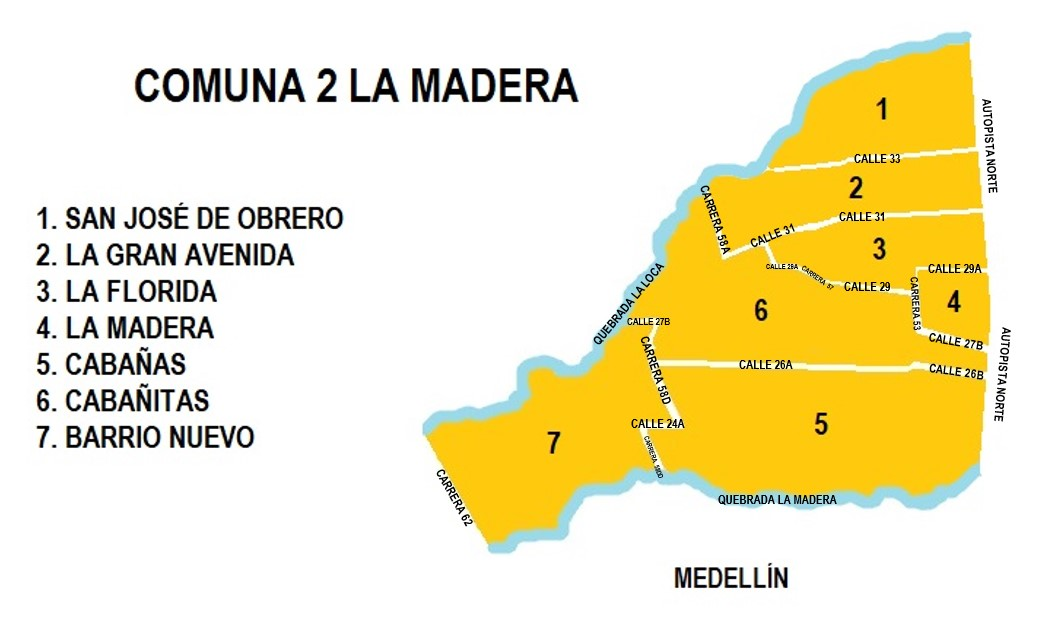
Delimitación barrios de la comuna 2 Madera de Bello

- San José Obrero. Incluye Zona Industrial #1

## Comuna 3 - Santa Ana

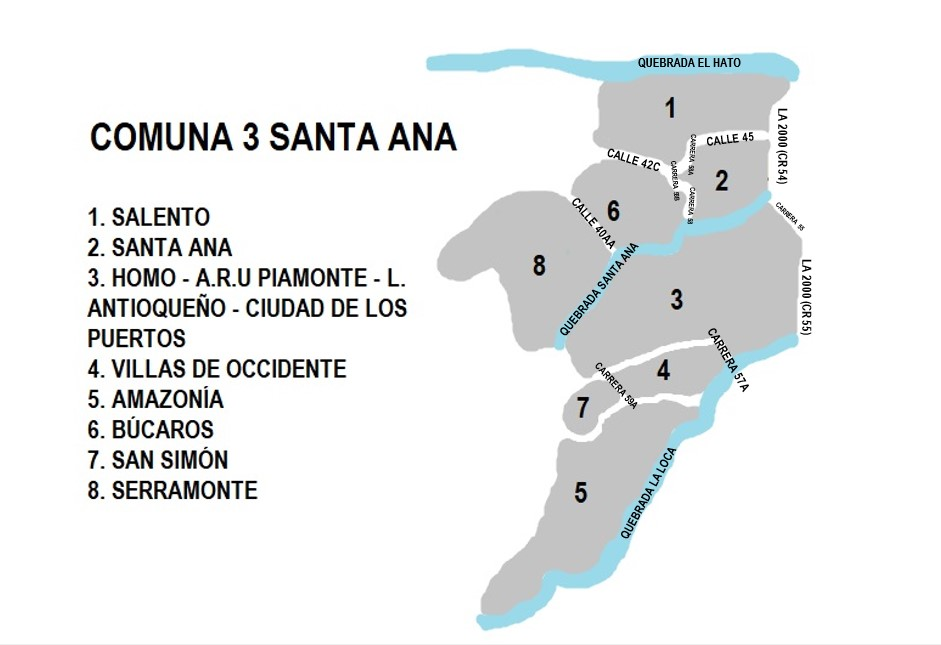
Delimitación barrios de la comuna 3 Santa Ana

- Villas de Occidente
- Molinares
- San Simón
- Amazonía
- Santa Ana
- Los Búcaros
- Serramonte
- Salento

## Comuna 4 - Suárez
- Suárez
- Puerto Bello
- Rincón Santos
- Central
- Espíritu Santo
- Centro
- Pérez
- Nazareth
- La Meseta
- El Rosario
- Andalucía
- López de Mesa
- El Cairo
- La Milagrosa
- El Congolo
- Las Granjas
- Prado
- Mánchester

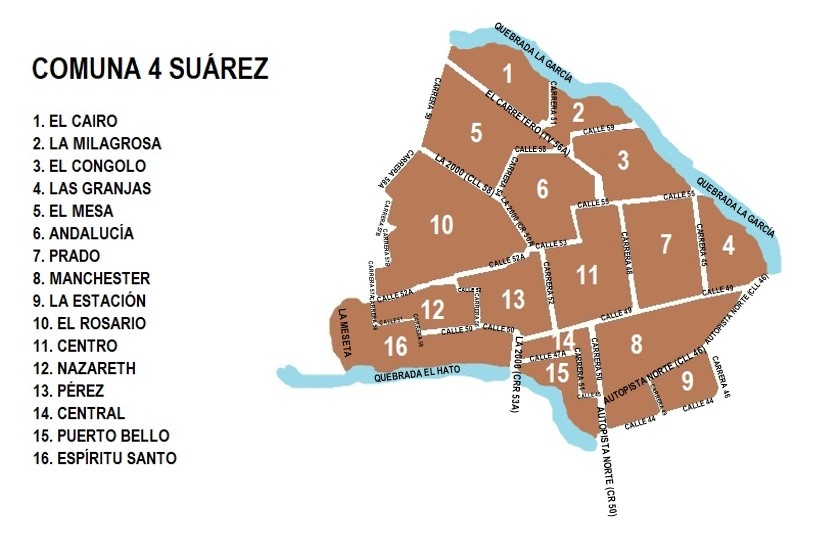
Delimitación barrios de la comuna 4 Suárez

- La Estación. Incluye Zona Industrial #3

## Comuna 5 - La Cumbre

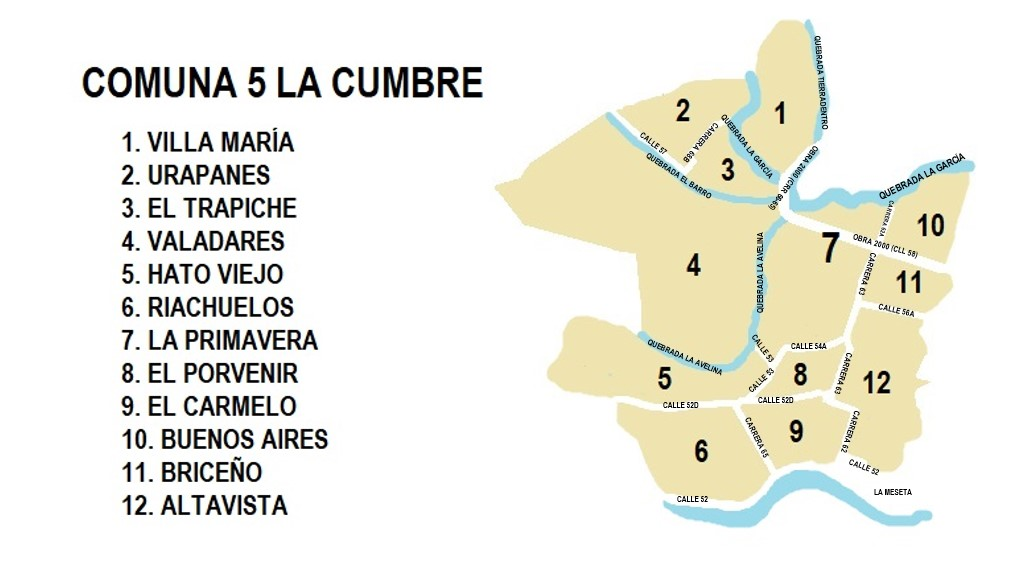
Delimitación de los barrios de la comuna 5 La Cumbre

- Altavista
- El Carmelo
- Hato Viejo
- El Porvenir
- Briceño
- Buenos Aires
- El Paraíso
- Riachuelos
- Valadares
- El Trapiche
- Aralias
- Urapanes
- La Primavera
- Villa María
- Villas de Comfenalco

## Comuna 6 - Bellavista
- Bellavista
- El Ducado
- Girasoles
- La Aldea
- La Selva
- Las Araucarias (etapas I y II)
- Los Alpes
- Pachelly
- Playa Rica
- San Gabriel
- San Martín

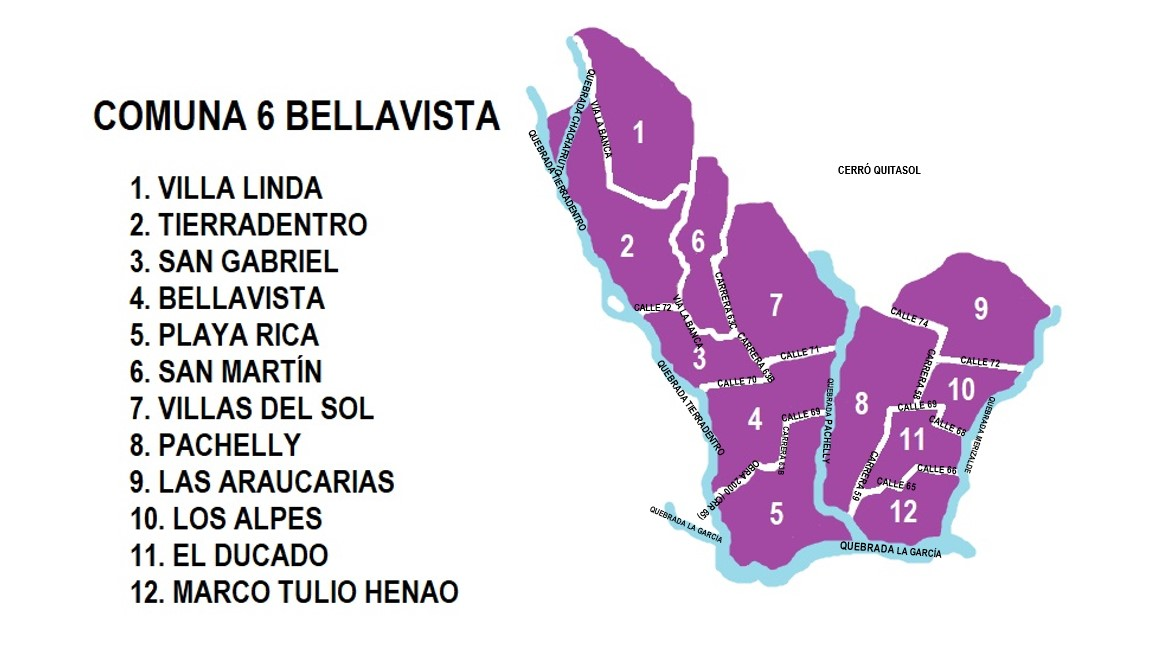
Delimitación de los barrios de la comuna 6 Bellavista

- Tierradentro (Zona urbana y vereda)
- Villas del Sol
- Villa Linda (incluye urbanización Girasoles)

## Comuna 7 - Altos de Niquía

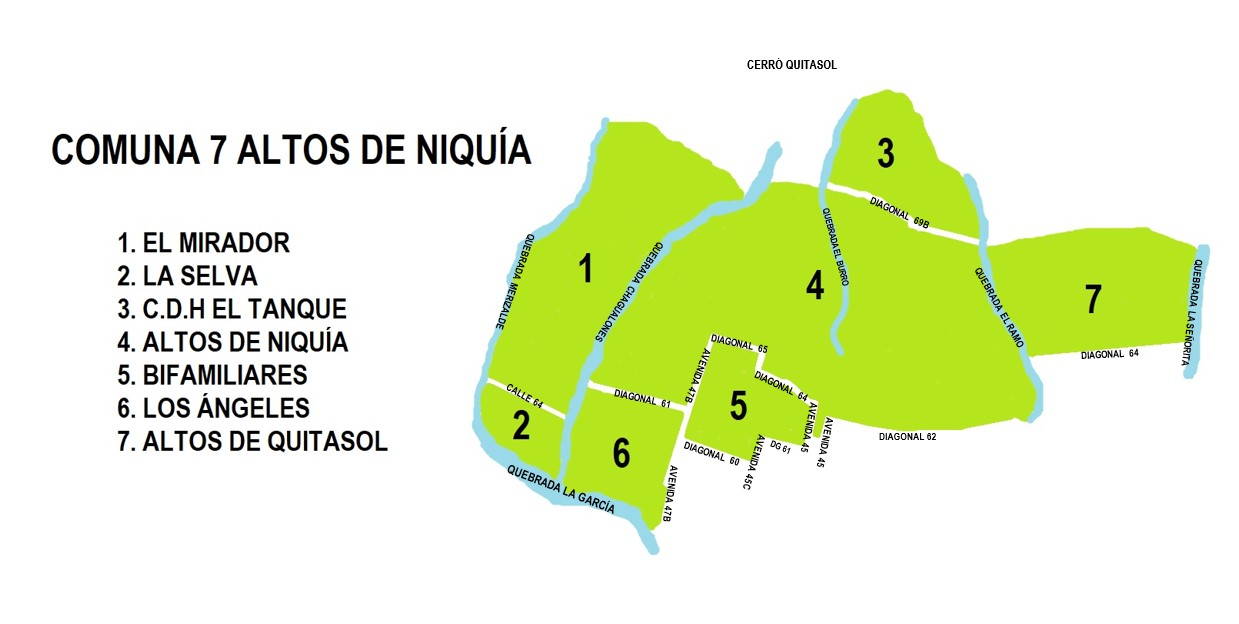
Delimitación de los barrios de la comuna 7 Altos de Niquía

- Altos de Quitasol
- Altos de Niquía
- Asentamiento El Tanque
- Bifamiliares
- El Mirador
- La Selva
- Los Ángeles

## Comuna 8 - Niquía
- Ciudad Niquía
- Ciudadela del Norte
- Hermosa Provincia
- Panamericano

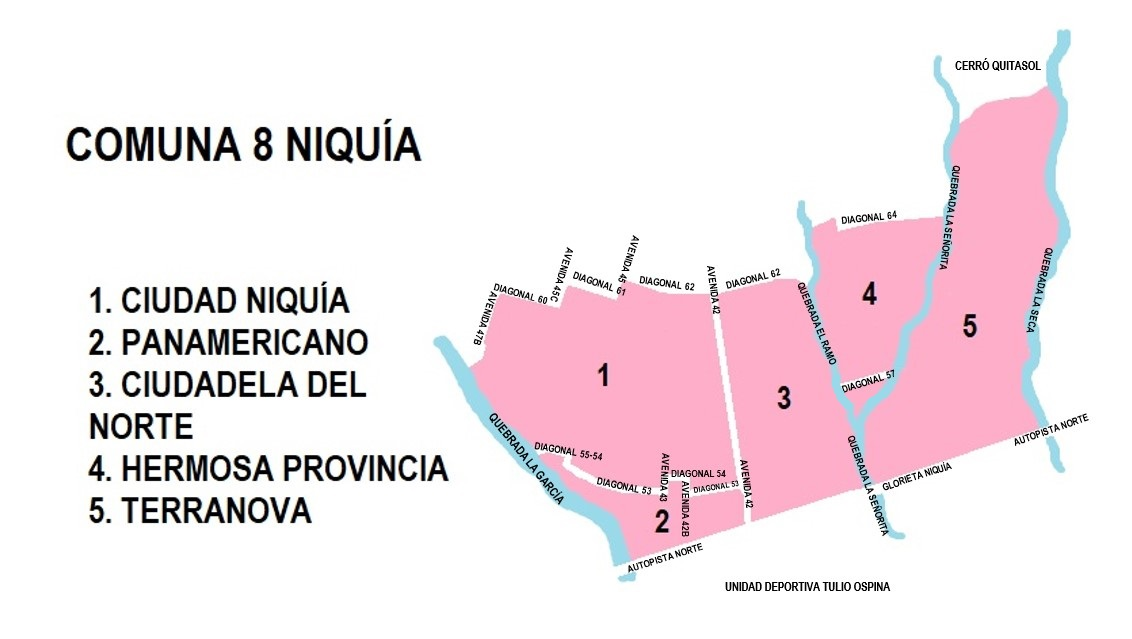
Delimitación de los barrios de la comuna 8 Niquía

- Terranova (Incluye las urbanizaciones Laureles de Terranova, San Francisco I, II y III, Santa Isabel I y II, Senderos de San Jacinto, Carmel, Cerro Claro, Cerro Azul, Cerro Verde, San Basilio, Nogales de Terranova, Rosales de Terranova, Camino de los Vientos I, Torrenova, Mi Mundo, EntreCerros y EntreBosques).

## Comuna 9 - Navarra
- La Navarra
- El Trébol
- Vereda Buenavista
- Guasimalito. Incluye Zona Industrial #5
- Norteamérica
- Roterdam
- Valle Verde

## Comuna 10 - Fontidueño
- Fontidueño
- La Mina
- Alcalá
- Los Ciruelos
- Estación Primera
- Las Vegas
- La Camila
- Cinco Estrellas

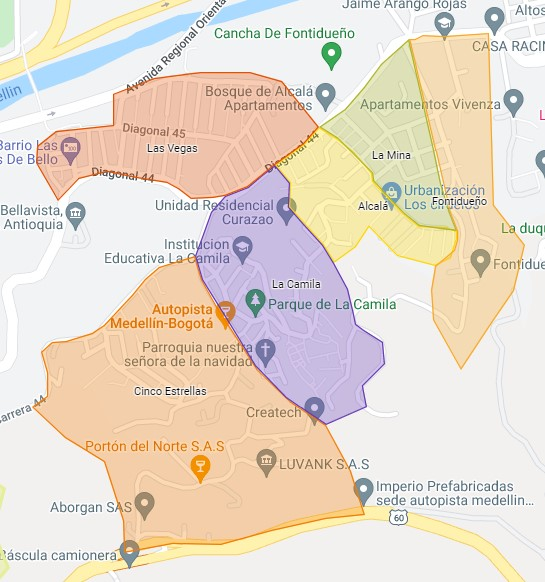
Delimitación de los barrios de la comuna 10 Fontidueño

- Marco Fidel Suárez, incluye Zona Industrial # 6

## Comuna 11 - Zamora

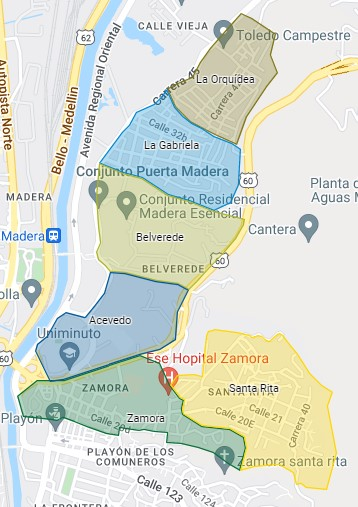
Delimitación de los barrios de la comuna 11 Zamora

- La Gabriela
- Belvedere
- Acevedo
- Zamora
- Santa Rita
- Alpes del Norte
- Zona Industrial # 7

## Otras subdivisiones del municipio
Aledañas a la Cabecera municipal se encuentras las veredas: Potrerito, Hatoviejo, Los Espejos, La Primavera, Tierradentro, Quitasol, Buenavista, Croacia, Granizal.

Además, El municipio de Bello tiene bajo su jurisdicción el corregimiento San Félix y el centro poblado El Pinar.

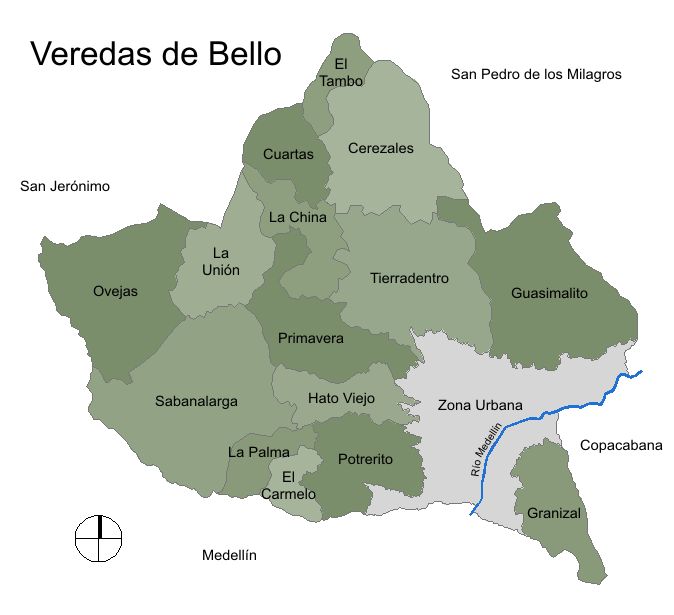
Delimitación de las veredas de Bello

### Corregimiento San Félix
Se define el corregimiento San Félix como la unidad político - administrativa de influencia rural en el municipio de Bello, que aglutina el conjunto de veredas localizadas en el Altiplano norte de Antioquia; subregión Llano de Ovejas, y áreas circunvecinas relacionadas entre sí socioeconómica y culturalmente. Comprende la totalidad de las siguientes veredas: 
- Sabanalarga
- La Unión
- Ovejas
- Cuartas
- Charco Verde
- Cerezales
- El Tambo
- Primavera
- El Carmelo
- La China

### Centro poblado El Pinar

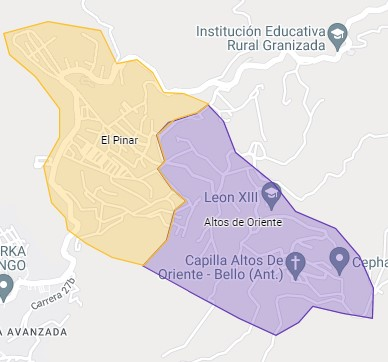
Delimitación de los barrios del centro poblado El Pinar.

Se encuentra dividido en los barrios: 
- El Pinar
- León XIII